# 帕夫洛維奇 (洛卡奇區)
50°46′12″N 24°41′25″E / 50.77000°N 24.69028°E
帕夫洛維奇（烏克蘭語：Павловичі），是烏克蘭的村落，位於該國西部沃倫州，由沃洛德米爾區負責管轄，始建於1545年，面積0.62平方公里，海拔高度228米，2001年該村落人口617。